# Mastercam
Mastercam ist eine modulare CAD/CAM-Software des US-amerikanischen Herstellers CNC Software LLC. mit Sitz in Tolland, Connecticut. Mit 284.000 installierten Lizenzen im Jahr 2021 ist Mastercam die meisteingesetzte CAD/CAM-Software der Welt und somit seit 27 Jahren in Folge Weltmarktführer auf dem Markt PC-basierter CAM-Software zur Steuerung von CNC-Maschinen. Mastercam ermöglicht CAM-Programmierern die schnelle und sichere Erstellung von NC-Programmen.

## Geschichte
Mastercam ist das Produkt des amerikanischen Herstellers CNC Software LLC. Das Familienunternehmen mit Hauptsitz in Tolland, Connecticut, wurde 1983 gegründet. CNC Software wurde auf dem Konzept aufgebaut, ein PC-basierendes CAM-System anzubieten. Dies geschah zu einem Zeitpunkt, als es sich bei den meisten anderen Systemen weitestgehend um CAD-orientierte Produkte handelte. Mastercam war eines der ersten mikrobasierten CAM-Pakete, das CAD-Fähigkeiten enthielt, dem Anwender eine schnelle und einfache Konstruktion eigener Bauteile erlaubte und sowohl für Maschinenarbeiter als auch für Ingenieure gestaltet wurde. Die ursprüngliche Version von Mastercam gründete in zweidimensionalem (2D) CAM.
Der Hauptsitz und die Schulungseinrichtung von CNC Software befinden sich heute in einem firmeneigenen, 5.000 m² großen Gebäude in Tolland, Connecticut. Mehr als 220 Beschäftigte sind dort tätig.
2021 wurde CNC Software von dem Industrieunternehmen Sandvik übernommen.

## Funktion und Einsatzgebiete
Mastercam umfasst Funktionen für 2- bis 5-Achsfräsen, Drehen, Dreh-Fräsen, Drahterodieren, Laser- und Plasmaschneiden, Holzbearbeitung, 2D- und 3D-Design, künstlerische Reliefs sowie Solid- und Flächenmodeling.
Zahlreiche Direktschnittstellen ermöglichen Datenaustausch mit anderen Systemen (ACIS, Geomagic Design, Autocad, Autodesk Inventor, Cadkey, Catia, EPS, IGES, KeyCreator, Parasolids, ProE/Creo, Raster 2 Vector, Rhino, Siemens NX, Siemens JT-Dateien, SolidEdge, SolidWorks, SpaceClaim, STEP, Stereolothography, Unigraphics, VDA).
Weltweit kommt Mastercam in unterschiedlichen Branchen zum Einsatz, z. B. im Anlagenbau, Werkzeugbau, Formenbau und Maschinenbau.

## Software
Die aktuelle Version der CAD/CAM-Software ist Mastercam 2022, welche im Juni 2021 released wurde. Die Software ist modular aufgebaut und kann individuell angepasst werden. Folgende Mastercam-Produkte sind aktuell erhältlich:
- Mastercam Fräsen
- Mastercam Fräsen 3D
- Mastercam Multi-Axis
- Mastercam Drehen
- Mastercam Mill-Turn
- Mastercam Drahten
- Mastercam Router
- Mastercam Router 3D
- Mastercam Art
- Mastercam Design

## Mastercam in Deutschland
Die InterCAM-Deutschland GmbH ist seit 1991 der deutsche Distributor der CAD/CAM-Software Mastercam. Das Unternehmen aus Bad Lippspringe wurde von Geschäftsführer Andreas Stute gegründet. Zum Verkaufsgebiet gehören neben Deutschland auch Österreich, Belgien, Luxemburg und die deutschsprachigen Gebiete der Niederlande.
Im firmeneigenen Technologiezentrum stehen eine DMU 65 mono-BLOCK® von DMG MORI, und eine Multi-Funktions-Maschine, die MAZAK INTEGREX I-100ST zu Test- und Schulungszwecken zur Verfügung.